# Massimo Graziato
Massimo Graziato (* 25. September 1988 in Este) ist ein ehemaliger italienischer Radrennfahrer.
Graziato  fuhr Ende der Saison 2008 er für das russische Professional Continental Team Tinkoff Credit Systems als Stagiaire, bekam aber keinen Profivertrag. Bei der U23-Austragung des Klassikers Paris–Roubaix 2009 wurde er Vierter. In der Saison 2010 gewann Graziato mit dem Eintagesrennen Trofeo Edil C sein erstes internationales Eliterennen. Im Jahr 2011 gewann er eine Etappe Giro della Regione Friuli und fuhr zum Jahresende als Stagiare beim UCI ProTeam Lampre-ISD, bei dem er anschließend  für die beiden Folgejahre einen regulären Vertrag erhielt. Er bestritt mit der Vuelta a España 2013 eine Grand Tour, die als 144. der Gesamtwertung beendete.

## Erfolge
2010
- Trofeo Edil C

2011
- eine Etappe Giro della Regione Friuli

## Teams
- 2008 Tinkoff Credit Systems (Stagiaire)
- 2011 Lampre-ISD (Stagiaire)
- 2012 Lampre-ISD
- 2013 Lampre-Merida
- 2015 African Wildlife Safaris Cycling Team